# Djurgårdens Idrottsförening Fotboll 2017
Questa voce raccoglie le informazioni riguardanti il Djurgårdens Idrottsförening Fotboll, meglio conosciuto come Djurgårdens IF o semplicemente Djurgården, nelle competizioni ufficiali della stagione 2017.

## Maglie e sponsor
Continua la partnership con Adidas, storico sponsor tecnico della squadra già a partire dagli anni '70. Il main sponsor è Prioritet Finans per il quarto anno di fila.

Le divise non presentano differenze sostanziali rispetto a quelle dell'anno precedente. La prima divisa è composta da una maglia con le consuete righe verticali di colore blu scuro e chiaro, pantaloncini solitamente blu scuro e calzettoni blu chiaro. Rispetto alla stagione precedente è cambiata la seconda maglia, tornata ad essere a righe verticali di colore rosso e blu. La terza divisa, blu scura con inserti azzurri, è stata rivelata a metà stagione, nel mese di luglio.
| Casa | Trasferta | Terza divisa |  |

## Rosa
| N. |                                 | Ruolo | Calciatore                       |
| -- | ------------------------------- | ----- | -------------------------------- |
| 1  | Svezia (bandiera)               | P     | Andreas Isaksson (vice capitano) |
| 3  | Svezia (bandiera)               | D     | Elliot Käck                      |
| 4  | Svezia (bandiera)               | D     | Jacob Une Larsson                |
| 5  | Norvegia (bandiera)             | D     | Niklas Gunnarsson                |
| 6  | Svezia (bandiera)               | C     | Jesper Karlström                 |
| 7  | Svezia (bandiera)               | C     | Magnus Eriksson                  |
| 8  | Svezia (bandiera)               | C     | Kevin Walker                     |
| 9  | Bosnia ed Erzegovina (bandiera) | C     | Haris Radetinac                  |
| 10 | Svezia (bandiera)               | C     | Kerim Mrabti                     |
| 11 | Svezia (bandiera)               | A     | Amadou Jawo                      |
| 12 | Svezia (bandiera)               | D     | Jonathan Augustinsson            |

| N. |                        | Ruolo | Calciatore               |
| -- | ---------------------- | ----- | ------------------------ |
| 13 | Svezia (bandiera)      | D     | Jonas Olsson             |
| 16 | Svezia (bandiera)      | C     | Kim Källström (capitano) |
| 17 | Svezia (bandiera)      | A     | Gustav Engvall           |
| 19 | Svezia (bandiera)      | D     | Marcus Hansson           |
| 20 | Senegal (bandiera)     | A     | Aliou Badji              |
| 21 | Norvegia (bandiera)    | A     | Julian Kristoffersen     |
| 22 | Svezia (bandiera)      | D     | Felix Beijmo             |
| 24 | Zimbabwe (bandiera)    | A     | Tino Kadewere            |
| 29 | Nigeria (bandiera)     | A     | Haruna Garba             |
| 30 | Svezia (bandiera)      | P     | Tommi Vaiho              |
| 58 | Paesi Bassi (bandiera) | C     | Othman El Kabir          |

## Risultati

### Allsvenskan

#### Girone di andata
| Arbitro: | Mohammed Al-Hakim (Västerås) |

|  |           |                     |
|  | Marcatori | 54’ Sarfo 55’ Sarfo |

| Göteborg 9 aprile 2017, ore 17:30 2ª giornata | Häcken                  | 0 – 0 referto | Djurgården | Bravida Arena\| Arbitro: \| Glenn Nyberg (Borlänge) \| |
| Arbitro:                                      | Glenn Nyberg (Borlänge) |               |            |                                                        |

| Arbitro: | Andreas Ekberg (Bjärred) |

|                                   |           |  |
| Engvall 2’ Mrabti 5’ Eriksson 51’ | Marcatori |  |

| Arbitro: | Jonas Eriksson (Sigtuna) |

|                                     |           |                                   |
| Tinnerholm 31’ Berget 75’ Yotún 86’ | Marcatori | 45+2’ (rig.) Eriksson 65’ Engvall |

| Arbitro: | Johan Hamlin (Bro) |

|  |           |                     |
|  | Marcatori | 85’ (rig.) Eriksson |

| Arbitro: | Stefan Johannesson (Täby) |

|                                          |           |                                      |
| Eriksson 23’ Eriksson 65’ Kadewere 90+3’ | Marcatori | 5’ Telo 28’ Eliasson 89’ Þórarinsson |

| Arbitro: | Magnus Lindgren (Göteborg) |

|  |           |                                                  |
|  | Marcatori | 11’ Engvall 45+1’ Engvall 52’ Engvall 69’ Mrabti |

| Arbitro: | Andreas Ekberg (Bjärred) |

|               |           |  |
| Karlström 79’ | Marcatori |  |

| Arbitro: | Patrik Eriksson (Gävle) |

|            |           |              |
| Kozica 45’ | Marcatori | 46’ Eriksson |

| Arbitro: | Mohammed Al-Hakim (Västerås) |

|  |           |           |
|  | Marcatori | 20’ Thern |

| Arbitro: | Bojan Pandžić (Göteborg) |

|                                               |           |             |
| Walker 28’ Mrabti 52’ El Kabir 64’ Walker 76’ | Marcatori | 61’ Eddahri |

| Arbitro: | Andreas Ekberg (Bjärred) |

|                                   |           |             |
| Rômulo 58’ Rômulo 83’ Dibba 90+3’ | Marcatori | 32’ Engvall |

| Arbitro: | Kristoffer Karlsson (Höganäs) |

|                                                    |           |             |
| Eriksson 37’ El Kabir 63’ Eriksson 72’ Engvall 84’ | Marcatori | 49’ Romário |

| Arbitro: | Jonas Eriksson (Sigtuna) |

|                            |           |               |
| Källström 31’ El Kabir 64’ | Marcatori | 23’ Hallenius |

| Arbitro: | Andreas Ekberg (Bjärred) |

|                           |           |            |
| Mensiro 23’ Bergqvist 50’ | Marcatori | 31’ Walker |

#### Girone di ritorno
| Arbitro: | Magnus Lindgren (Göteborg) |

|                                 |           |  |
| Olsson 43’ Badji 82’ Olsson 86’ | Marcatori |  |

| Arbitro: | Johan Krantz (Uppsala) |

|                |           |                        |
| Buya Turay 78’ | Marcatori | 30’ Badji 51’ El Kabir |

| Arbitro: | Mohammed Al-Hakim (Västerås) |

|  |           |                         |
|  | Marcatori | 90+4’ (aut.) Gunnarsson |

| Arbitro: | Bojan Pandžić (Göteborg) |

|  |           |            |
|  | Marcatori | 66’ Mrabti |

| Arbitro: | Kristoffer Karlsson (Höganäs) |

|                                 |           |                 |
| Eriksson 28’ (rig.) Engvall 65’ | Marcatori | 44’ Gudmundsson |

| Arbitro: | Stefan Johannesson (Täby) |

|           |           |           |
| Obasi 39’ | Marcatori | 84’ Badji |

| Arbitro: | Bojan Pandžić (Göteborg) |

|             |           |                                     |
| Boman 45+1’ | Marcatori | 18’ Mrabti 52’ Mrabti 54’ Karlström |

| Arbitro: | Jonas Eriksson (Sigtuna) |

|                                                           |           |            |
| Källström 12’ Beijmo 38’ Eriksson 62’ Eriksson 65’ (rig.) | Marcatori | 57’ Besara |

| Arbitro: | Glenn Nyberg (Borlänge) |

|                               |           |                           |
| Prodell 67’ Jebali 77’ (rig.) | Marcatori | 8’ Eriksson 74’ Källström |

| Arbitro: | Bojan Pandžić (Göteborg) |

|            |           |             |
| Olsson 53’ | Marcatori | 41’ Paulsen |

| Arbitro: | Magnus Lindgren (Göteborg) |

|  |           |                                                                        |
|  | Marcatori | 21’ Kadewere 24’ Eriksson 46’ Beijmo 50’ (rig.) Eriksson 77’ Karlström |

| Arbitro: | Stefan Johannesson (Täby) |

|                         |           |  |
| Nilsson 44’ Vecchia 72’ | Marcatori |  |

| Arbitro: | Jonas Eriksson (Sigtuna) |

|                 |           |              |
| Une Larsson 40’ | Marcatori | 36’ Paulinho |

| Stoccolma 29 ottobre 2017, ore 17:30 29ª giornata | Djurgården                   | 0 – 0 referto | Jönköpings Södra | Tele2 Arena\| Arbitro: \| Mohammed Al-Hakim (Västerås) \| |
| Arbitro:                                          | Mohammed Al-Hakim (Västerås) |               |                  |                                                           |

| Arbitro: | Andreas Ekberg (Bjärred) |

|  |           |                       |
|  | Marcatori | 29’ Mrabti 41’ Mrabti |

### Svenska Cupen 2016-2017

#### Gruppo 6
| Arbitro: | Mohammed Al-Hakim (Västerås) |

|          |           |                      |
| Jawo 62’ | Marcatori | 1’ Hasani 70’ Hasani |

| Arbitro: | Johan Hamlin (Bro) |

|                  |           |            |
| Gerbino Polo 41’ | Marcatori | 54’ Mrabti |

| Arbitro: | Markus Strömbergsson (Gävle) |

|                     |           |  |
| El Kabir 75’ (rig.) | Marcatori |  |

### Svenska Cupen 2017-2018
| Arbitro: | Victor Wolf (Stoccolma) |

|             |           |                                                           |
| Englund 37’ | Marcatori | 18’ (aut.) Källsten 75’ Badji 83’ Kristoffersen 89’ Badji |